# Aprasia rostrata
Aprasia rostrata — вид геконоподібних ящірок родини лусконогових (Pygopodidae). Ендемік Австралії. 

## Поширення і екологія
Aprasia picturata на північно-західному узбережжі Західної Австралії, від Північно-Західного півострова до дюн Буллари, а також на сусідніх островах Монтебелло і Барроу. Вони живуть серед червоних і білих дюн, низькотравних луків і невисоких чагарників.

## Збереження
МСОП класифікує цей вид як вразливий. Aprasia rostrata загрожує знищення природного середовища.